# الإسلام في مايوت
مايوت أو جزيرة الموت أو مايوطة أو ماهوري (بالفرنسية: Mayotte)‏ هي جزيرة تقع في المحيط الهندي تابعة لفرنسا، وهي جزء من أرخبيل جزر القمر تقع في الطرف الشمالي من القنال الفاصل بين موزمبيق ومدغشقر.أغلبية سكانها من المسلمين، رفضوا الاستقلال في الاستفتاء الذي أدى لاستقلال الجزر الأخرى كدولة اتحادية.
الدين الرسمي في مايوت أو مايوطة هو الإسلام، حيث تبلغ نسبة المسلمين فيها حوالي 97%. وحوالي 3% من سكان مايوت هم مسيحيون أغلبيتهم من الكاثوليك.

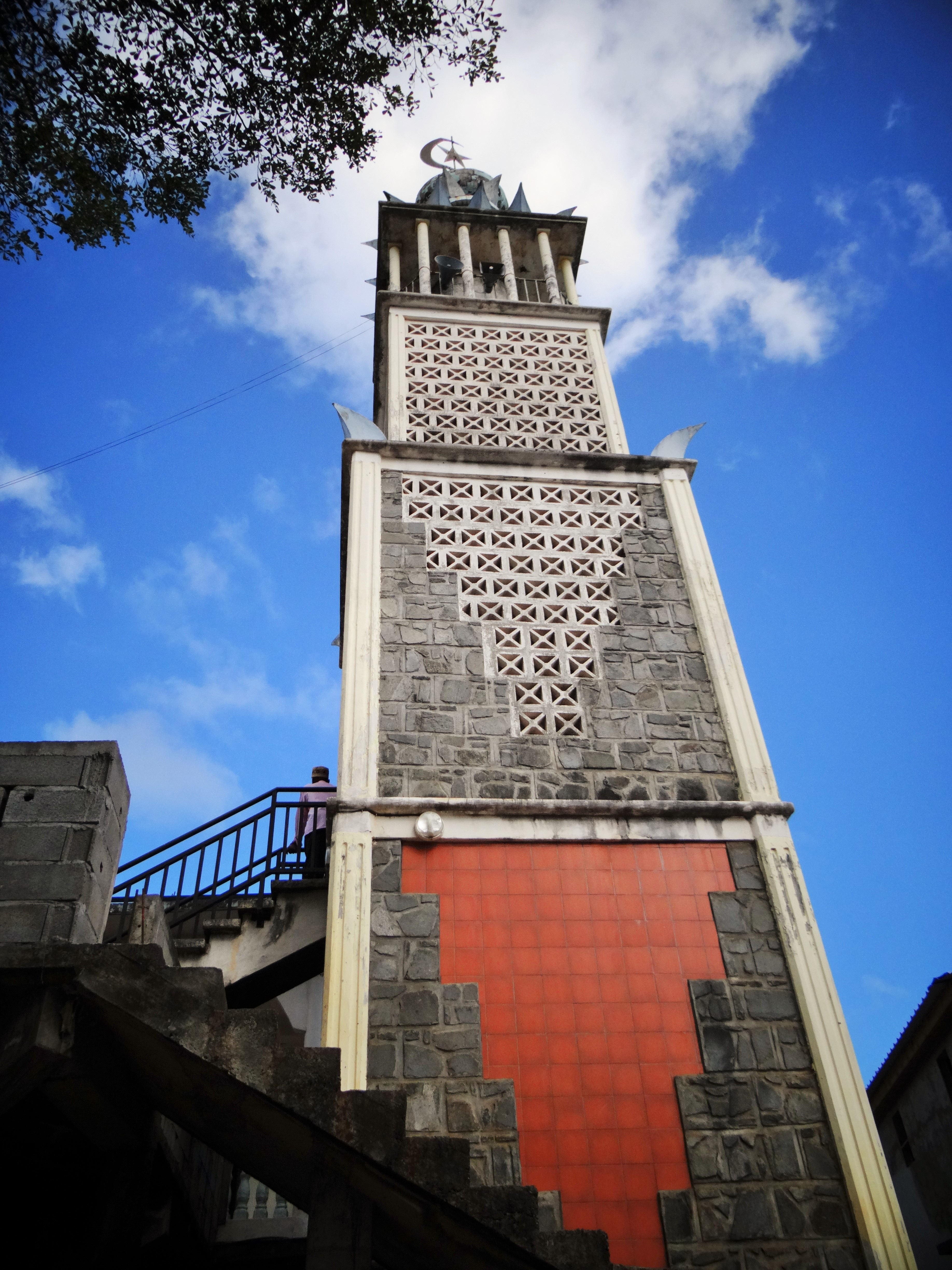
مئذنة مسجد تسينغوني

الإسلام هو الدين المتبع لدى أغلبية سكّان جزيرة مايوت حوالي 97 % مسلمون (أغلبهم من أهل السنة والجماعة وعلى المذهب الشافعي) و3 % مسيحيون. 85,000 من أصل 90,000 من سكنة الجزيرة هم قمريون. القمريون مزيج من المستوطنين من العديد من المناطق: تجار إيرانيون، أفريقيون أصليون في الجزيرة الرئيسية، عرب، ملاغاشيون. جاليات قمرية يمكن أن توجد أيضا في أجزاء أخرى من سلسلة جزر القمر وكذلك في مدغشقر.
بالرغم من أن الشباب يلبسون لباسا متبعين الأسلوب الغربي، إلا أن اللباس التقليدي ما زال شائعا بين البالغين. بينما في البلدة، الرجل القمري يلبس لباسا نموذجيا هو عبارة عن كساء قطن أبيض وقميص إلى حد الركبة، مع سترة بيضاء وطاقيّة بيضاء أحيانا. أما خارج البلدة، فهم يلبسون ملابس طويلة تدعى صارون (وهي عبارة عن تنورة ملوّنة). تلبس أكثر النساء ملابس طويلة، رداءا قطنيا ملونا مع شالات لامعة كغطاء للوجه. بينما تفضل بعض النساء عباءات سوداء تغطّي رؤوسهن.
تعدد الزوجات كان ممارسة مقبولة بين القمريين. في التاسع والعشرين من مارس/آذار، 2009، صوت 95% من مواطني مايوت بأن يصبحوا القسم 101 لفرنسا. ونتيجة لذلك التصويت الذي أصبح نافذ المفعول في مارس/آذار 2011، الجزيرة مكلفة بمنع كل أشكال تعدد الزوجات والأشكال الأخرى من الممارسات بضمن ذلك زواج الأطفال "ذلك يتناقض مع الثقافة الفرنسية"، في الوقت الحاضر، يفترض أن تعدد الزوجات قد توقّف التصديق عليه من قبل الحكومة. تقليديا، القمريون كانوا مقاومين جدا لأي نوع من التغيير الديني ممارسة الإسلام في مايوت وصفت بالتسامح ويوجد في مايوت أو مايوطة مسجد تسينغوني الذي يعتبر أقدم مسجد في فرنسا حيث بني في عام 1588 ميلادية. وتستخدم مدارس القرآن اللغة العربية بصورة أساسية في الدراسة.